# Michal Čajkovský
Michal Čajkovský (* 6. Mai 1992 in Bratislava, Tschechoslowakei) ist ein slowakischer Eishockeyspieler, der seit September 2021 beim HK Sibir Nowosibirsk aus der Kontinentalen Hockey-Liga (KHL) unter Vertrag steht und dort auf der Position des Verteidigers spielt. Mit der slowakischen Nationalmannschaft gewann Čajkovský bei den Olympischen Winterspielen 2022 in Peking die Bronzemedaille. Sein Schwager Adam Ružička ist ebenfalls professioneller Eishockeyspieler.

## Karriere
Michal Čajkovský begann seine Karriere in seiner Heimatstadt beim Traditionsverein HC Slovan Bratislava und stieg zur Saison 2009/10 in die erste Mannschaft des Vereins auf, die in der slowakischen Extraliga spielte. Direkt in seiner ersten Saison konnte er mit seinen Team die Hauptrunde gewinnen und erreichte in den Playoffs das Finale. Dort musste sich das Team in der Finalserie mit 2:4 dem HC Košice geschlagen geben. Nach der Saison verließ er sein Heimatland und ging nach Nordamerika, wo er sich den Kingston Frontenacs aus der kanadischen Juniorenliga Ontario Hockey League (OHL) anschloss. Mit seinem neuen Team erreichte er die Playoffs, wo sie direkt im Conference-Viertelfinale gegen die Oshawa Generals aus dem Wettbewerb ausschieden. Zur Saison 2011/12 wechselte der Verteidiger innerhalb der OHL zu den Ottawa 67’s und erreichte mit ihnen das Conference-Finale, wo man im Best-of-Seven-Modus den Niagara IceDogs mit 1:4 geschlagen geben musste. In der darauffolgenden Saison wurde er mit den Ottawa 67’s in der Eastern Conference Letzter der regulären Saison, wodurch man die Qualifikation für Playoffs verpasste.

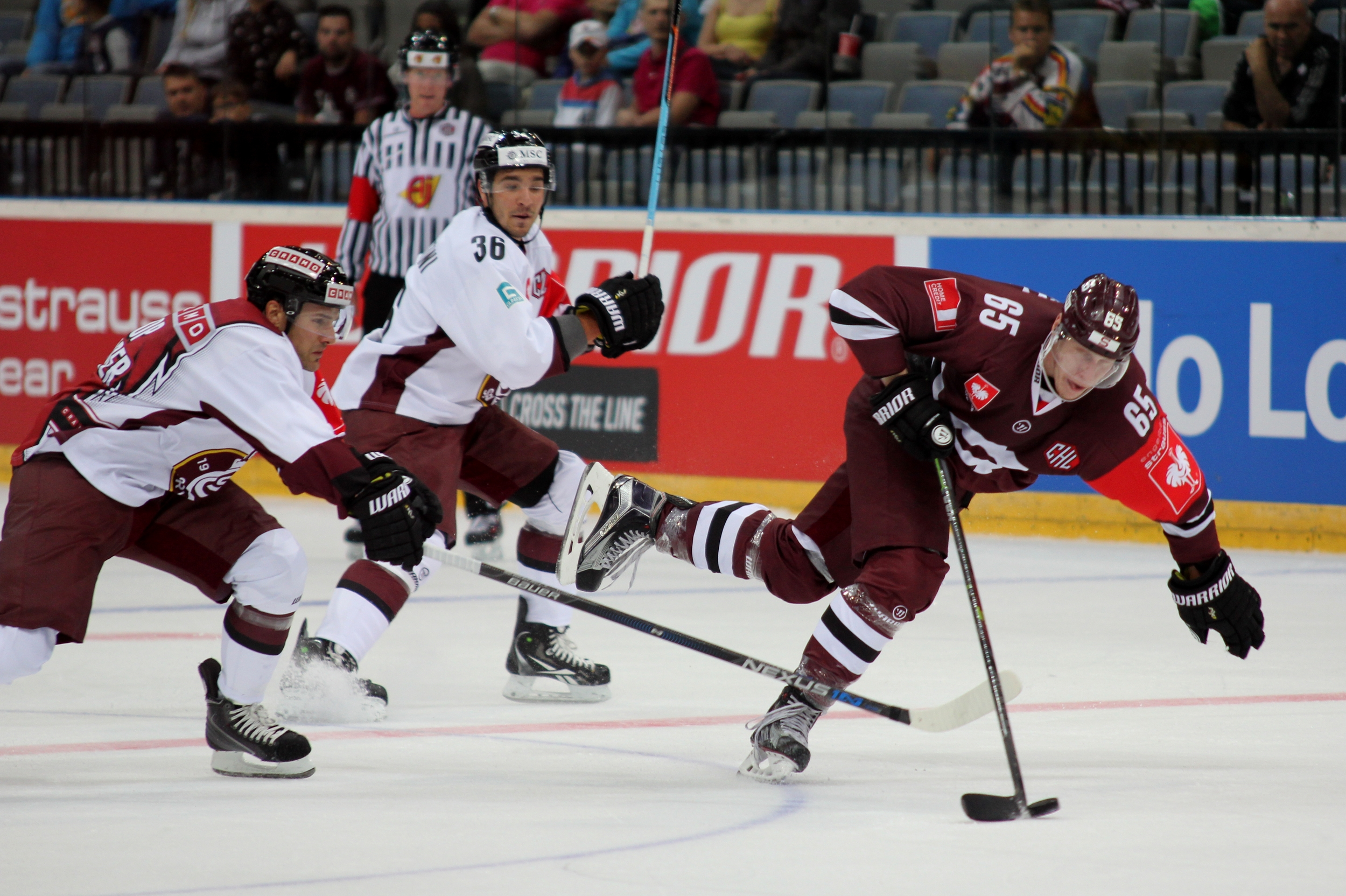
Čajkovský (rechts) im Trikot des HC Sparta Prag (2016)

Zur Saison 2013/14 wechselte Čajkovský in die Vereinigten Staaten zu den Reading Royals, die in der Profiliga ECHL spielten. Mit seiner neuen Mannschaft konnte er die Playoffs erreichen, wo man aber direkt im Conference-Viertelfinale den Fort Wayne Komets unterlag und aus dem Wettbewerb ausschied. Am Ende der Saison wurde in das ECHL All-Rookie Team gewählt und bildete dort zusammen mit Brad Richard das Verteidigerduo. Zur darauffolgenden Saison wechselte er in die American Hockey League (AHL) zu Hershey Bears, für die er 15 Spiele absolvierte. Den Rest der Saison 2014/15 spielte der Slowake in der ECHL bei deren Farmteam South Carolina Stingrays. Mit dieser Mannschaft erreichte er die Playoffs, wo sie das Finale der Eastern Conference gegen die Toledo Walleye gewinnen konnten und sich so für das Kelly-Cup-Finale qualifizierten. Dort traf er gemeinsam mit dem South Carolina Stingrays auf die Allen Americans. Im Best-of-Seven-Modus mussten sie sich im entscheidenden siebten Spiel geschlagen geben.
Zur Saison 2015/16 kehrte der Slowake nach Europa zurück und schloss sich der Mannschaft von HC Sparta Prag an, die in der tschechischen Extraliga spielte. Nachdem er mit seiner neuen Mannschaft die Hauptrunde auf den zweiten Platz beendet hatte, konnten sie in den Playoffs das Finale erreichen. Dort mussten sie sich im Best-of-Seven mit 2:4 den Bílí Tygři Liberec geschlagen geben. Am Ende der Saison war Čajkovský mit elf Treffern der torgefährlichste Verteidiger der Extraliga. Zu Beginn der darauffolgenden Saison spielte er weiterhin für Sparta Prag. Während der Saison wechselte er aber in die Kontinentale Hockey-Liga (KHL) und schloss sich dem russischen Verein Awtomobilist Jekaterinburg an. Mit seinem neuen Verein verpasste er in der Saison 2016/17 die Qualifikation für die Playoffs. In der darauffolgenden Saison konnte er sich mit seiner Mannschaft für die Playoffs qualifizieren. Doch bereits im Konferenz-Viertelfinale unterlag man im Best-of-Seven-Modus mit 2:4 HK Metallurg Magnitogorsk.
Zur Saison 2018/19 wechselte Michal Čajkovský erneut nach Nordamerika und schloss sich den Charlotte Checkers aus der AHL an. Für seinen neuen Verein absolvierte er 23 Spiele und kehrte dann nach Russland in die KHL zurück, wo er sich HK Dynamo Moskau anschloss. Mit Dynamo Moskau qualifizierte er sich in der Hauptrunde für die Playoffs, wo man in das Konferenz-Halbfinale einzog. Dort unterlag man mit 1:4 dem Stadtrivalen HK ZSKA Moskau. In der darauffolgenden Saison konnte sich Michal Čajkovský und Dynamo Moskau erneut für die Playoffs qualifizieren und erreichte dort erneut das Konferenz-Halbfinale. Dort sollte man wieder auf den Stadtrivalen ZSKA Moskau treffen, doch aufgrund der COVID-19-Pandemie wurden die KHL-Playoffs abgebrochen. In der Saison 2020/21 konnte er erneut mit seinen Team sich für die Playoffs qualifizieren und in das Konferenz-Halbfinale einziehen. In dieser Saison traf man dort auf den SKA Sankt Petersburg und im Best-of-Seven-Modus musste man sich mit 1:4 geschlagen geben. Nachdem er in der Saison 2021/22 zwei Spiele für Dynamo Moskau absolviert hatte, wechselte er innerhalb der KHL zu HK Sibir Nowosibirsk. Mit seinen neuen Verein qualifizierte er sich für die Playoffs der Kontinentalen Hockey-Liga, wo direkt im Konferenz-Viertelfinale mit 1:4 gegen Salawat Julajew Ufa ausschied.

### International
Michal Čajkovský durchlief die Jugend-Mannschaften des slowakischen Eishockeyverbandes. Mit der U17-Mannschaft nahm am Europäischen Olympischen Winter-Jugendfestival 2009 in der polnischen Stadt Bielsko-Biała teil und belegte dabei mit seiner Mannschaft. Nachdem er schon mehrere Testspiele für die slowakische Nationalmannschaft absolviert hatte, wurde er von Nationaltrainer Zdeno Cíger im Jahr 2017 erstmals für eine Weltmeisterschaft nominiert. Bei der Weltmeisterschaft 2017, die in Köln und Paris ausgetragen wurde, belegte er mit der slowakischen Mannschaft den siebten Platz in Gruppe A und konnten so knapp den Abstieg verhindern. Ein Jahr später durfte er sogar die Slowakei bei den Olympischen Winterspielen 2018 in Pyeongchang vertreten und er und seine Mannschaft mussten nach der Gruppenphase in die Viertelfinal-Qualifikation, wo man den USA mit 1:5 unterlag.
Vier Jahre später wurde Michal Čajkovský von Nationaltrainer Craig Ramsay für die Olympischen Winterspiele 2022 in Peking nominiert. Obwohl sich die slowakische Mannschaft in der Gruppenphase wieder nur für die Viertelfinal-Qualifikation qualifizieren konnte, schaffte es die Mannschaft über Siege gegen Deutschland und gegen die USA in das Halbfinale einzuziehen. Dort unterlag man der finnischen Nationalmannschaft und traf im Spiel um den dritten Platz auf Schweden. Durch einen deutlichen 4:0-Sieg sicherte er sich mit seiner slowakischen Mannschaft die Bronzemedaille.

## Erfolge und Auszeichnungen
- 2010 Slowakischer Vizemeister mit dem HC Slovan Bratislava
- 2014 ECHL All-Rookie Team
- 2016 Tschechischer Vizemeister mit dem HC Sparta Prag

### International
- 2022 Bronzemedaille bei den Olympischen Winterspielen